# Hypericum salsugineum
Hypericum salsugineum — вид квіткових рослин із родини звіробоєвих (Hypericaceae).

## Біоморфологічна характеристика
Трав'яниста рослина заввишки 10–20 см, багаторічна, прямовисна чи повзуча, гілляста. Листки 1–7 мм завтовшки, товсті, верхні ширші за нижні, ланцетні; нижні листки яйцювато-круглі. Квітки поодинокі чи 2–5 нещільно разом. Чашолистків 5, вільні, голі, з густими чорними плямами, по краях із залозистими війками. Пелюсток 5, вільні, жовті, 8–9 мм з чорними крапками. Коробочка 4 мм.

## Середовище проживання
Ендемік Туреччини.